# André Lefèbvre (Bischof)
André Lefèbvre SJ (* 26. Januar 1902 in Tournai; † 15. Mai 1991 in Brüssel) war ein belgischer Ordensgeistlicher und römisch-katholischer Bischof von Kikwit.

## Leben
André Lefèbvre trat am 23. September 1920 der Ordensgemeinschaft der Jesuiten bei. Lefèbvre studierte Philosophie und Katholische Theologie am Theologat der Jesuiten in Löwen. Er empfing am 24. August 1934 das Sakrament der Priesterweihe. Anschließend absolvierte er an der Université catholique de Louvain ein Studium der Kolonialwissenschaft. Am 2. Februar 1937 legte Lefèbvre die ewige Profess ab, bevor er als Missionar nach Belgisch Kongo entsandt wurde.
Am 25. Februar 1955 ernannte ihn Papst Pius XII. zum Titularbischof von Raphanea und zum Apostolischen Vikar von Kikwit. Der Apostolische Delegat in Belgisch Kongo, Erzbischof Alfredo Bruniera, spendete ihm am 22. Mai desselben Jahres die Bischofsweihe; Mitkonsekratoren waren der Apostolische Vikar von Ipamu, Alphonse Bossart OMI, und der Apostolische Vikar von Léopoldville, Félix Scalais CICM.
Lefèbvre wurde am 10. November 1959 infolge der Erhebung des Apostolischen Vikariats Kikwit zum Bistum erster Bischof von Kikwit. André Lefèbvre nahm an der ersten, zweiten und vierten Sitzungsperiode des Zweiten Vatikanischen Konzils teil. Am 29. November 1967 nahm Papst Paul VI. das von Lefèbvre vorgebrachte Rücktrittsgesuch an und ernannte ihn zum Titularbischof von Thucca Terebenthina. Er verzichtete am 15. September 1976 auf das Titularbistum Thucca Terebenthina.